# Oceanijsko prvenstvo u košarci 1975.
Oceanijsko prvenstvo u košarci 1975. bilo je drugo izdanje ovog natjecanja. Igralo se od 6. do 9. studenog u Melbourneu, Hobartu i Launcestonu. Pobjednik se kvalificirao na OI 1976.

## Turnir
| 1. momčad  | Ishod    | 2. momčad   |
| ---------- | -------- | ----------- |
| Australija | 83 : 57  | Novi Zeland |
| Australija | 87 : 67  | Novi Zeland |
| Australija | 101 : 63 | Novi Zeland |

| Pobjednici Oceanijskog košarkaškog prvenstva 1975. |
| AUSTRALIJA Drugi naslov                            |